# Seznam ruskih matematikov
Seznam znanih ruskih matematikov.

## A
- Bruno (Abdank-)Abakanowicz (1852 – 1900)
- Georgij Maksimovič Adelson-Velski (1922 – 2014)
- Sergej Ivanovič Adjan (1931 – 2020) (armenskega rodu)
- Vasilij Jevdokimovič Adodurov (1709 – 1780)
- Aleksander Petrovič Afanasjev (1945 –)
- Matest M. Agrest (1915 – 2005) (sovj./rusko-ameriški)
- Naum Iljič Ahiezer (1901 – 1980)
- Gleb Pavlovič Akilov
- Aleksander Danilovič Aleksandrov (1912 – 1999)
- Pavel Sergejevič Aleksandrov (1896 – 1982)
- Anatolij Semjonovič Aleksejev (1928 – 2007)
- Nikolaj Nikolajevič Aleksejev (1827 – 1881)
- Konstantin Aleksejevič Andrejev (1848 – 1921)
- Nikolaj Andrejev (1975 –)
- Dimitrij Viktorovič Anosov (1936 – 2014)
- Pavel Andrejevič Apanasjevič (1929 –) (Belorusija)
- Aleksander Vladimirovič Arhangelski (1938 –)
- Vladimir Igorjevič Arnold (1937 – 2010)
- Vjačeslav Aleksandrovič Artamonov (1946 –)
- Sergej Nikolajevič Artjomov/Artemov (1951 –) (rusko-ameriški logik)
- Valerij Nikolajevič Ašihmin (1961 –)
- Levon Atanasjan (1921 – 1998) (armenskega rodu)

## B
- Nikolaj Sergejevič Bahvalov (1934 – 2005)
- Grigorij Isaakovič Barenblatt (1927 – 2018) (Grigory Barenblatt: ZDA - rus.-amer. mehanik)
- Nina Karlovna Bari (1901 – 1961)
- Aleksander Aleksandrovič Bejlinson (1957 –)
- Lev Dimitrijevič Beklemišev (1967 –)
- Eduard Grigorjevič Belaga  (1939 –)
- Vladimir Vasiljevič Belecki (1930 – 2017)
- Oleg Mihajlovič Belocerkovski (1925 – 2015)
- Feliks Berezin (1931 – 1980)
- Boris Abramovič Berezovski (1946 – 2013) (pregnani tajkun)
- Iosif Naumovič Bernštejn (Joseph Bernstein) (1945 –) (rus.-izraelski)
- Sergej Natanovič Bernštejn (1880 – 1968)
- Johann Bernoulli (1667 – 1748) (Švicar)
- Oleg Vladimirovič Besov (1933 –)
- Abra(ha)m Samojlovič Bezikovič / Besicovitch (1891 – 1970) (ukrajinskega rodu - v Angliji)
- Roman Bezrukavnikov (rus.-amer.)
- Anton Dmitrijevič Bilimovič (1879 – 1970) (rusko - srbski)
- Sergej Pavlovič Bobrov (1889 – 1971)
- Sergej Viktorovič Bočkarjov (1941 –)
- Aleksandr Nikolajevič Bogoljubov (1945 –)
- Nikolaj Nikolajevič Bogoljubov (1909 – 1992)
- Nikolaj Nikolajevič Bojko
- Andrej Andrejevič Bolibruh (1950 – 2003)
- Vladimir Grigorjevič Boltjanski (1925 – 2019)
- Aleksej Borodin (1975 –)
- Ladislaus Jozefovič Bortkiewicz (1868 – 1931) (poljsko-rusko-nemški)
- Nikolaj Dimitrijevič Brašman (1796 – 1866)
- Jurij Aleksandrovič Bričkov (1944 –)
- Nikolaj Ivanovič Briš (1924 –)
- Ilja Nikolajevič Bronštejn (1903 – 1976)
- Aleksandr Dmitrijevič Bruno (1940 –)
- Ivan Grigorjevič Bubnov (1872 – 1919)
- Viktor Buchstaber (1943 –) (Uzbekistan)
- Boris Nikolajevič Bugajev (= Andrej Beli)
- Nikolaj Vasiljevič Bugajev (1837 – 1903)
- Boris Jakovljevič Bukrejev (1859 – 1962)
- Vladimir Aleksandrovič Bulavski
- Abram Bunimovič (1917 – 1999)
- Leonid Abramovič Bunimovič (1947 –) (rusko-amer.)
- Viktor Jakovljevič Bunjakovski (1804 – 1889)
- Jurij Dimitrijevič Burago (1936 –)
- Dmitrij Jurjevič Burago (1964 –)
- Aleksej Sergejevič Butjagin (1881 – 1958)
- Valentin Butuzov (1939 –)

## C
- Georg Ferdinand Cantor/Kantor (1845 – 1918) (rusko-nemški)
- Konstantin Edvardovič Ciolkovski (1857 – 1935)

## Č
- Sergej Aleksandrovič Čapljigin (1869 – 1942) - učenec N. J. Žukovskega (mehanika)
- Pafnuti Lvovič Čebišov/Čebišev (1821 – 1894)
- Nikolaj Grigorjevič Čebotarjov (1894 – 1947)
- Sergej Nikolajevič Černikov (1912 – 1987)
- Feliks Dmitrijevič Černousko (mehanika)
- Nikolaj Gurjevič Četajev (1902 – 1959)
- Aleksander Leonidovič Čiževski (1897 – 1964) (biofizik)
- Vladimir Nikolajevič Čubarikov (1951 –)
- Lev Aleksejevič Čudov (1922 – 2008)

## D
- Igor Karlovič Daugavet
- Avgust Juljevič Davidov (1823 – 1885)
- Boris Nikolajevič Delaunay /Delone (1890 – 1980)
- Nikolaj Borisovič Delaunay starejši (1856 – 1931)
- Boris Pavlovič Demidovič (1906 – 1977)
- Michel Deza (1939 – 2016) (rusko-francoski)
- Nikolaj Aleksandrovič Dmitrijev (1924 – 2000)
- Vladimir Dmitrijev (mehanik)
- Valentin Pavlovič Dimnikov (1938 –)
- Jevgenij Borisovič Dinkin (1924 – 2014) (rusko-ameriški)
- Vitalij Arsenjevič Ditkin (1910 – 1987)
- Semjon Vladimirovič Djatlov (1987 –) (rusko-ameriški)
- Roland Lvovič Dobrušin (1929 – 1995)
- Dmitrij Dolgopjat (1972 –)
- Anatolij Aleksejevič Dorodnicin (1910 – 1994)
- Ala Vladimirovna Dorofejeva (1935 –)
- Albert Grigorjevič Dragalin

## E
- Pavel Entigov (Entigoff) (1969 –) (rusko-ameriški)
- Ana Genadjevna Eršler (Erschler; née Djubina) (1977 –) (rusko-francoska)

## F
- Dmitrij Konstantinovič Faddejev (1907 – 1989)
- Ljudvig Dmitrijevič Faddejev (1934 – 2017)
- Boris Lvovič Fejgin (1953 –)
- Abram Iljič Fet (1924 – 2007)
- Grigorij Mihajlovič Fihtengolc (1888 – 1959)
- Aleksej Fjodorovič Filippov (1923 – 2006)
- Jevgraf Stepanovič Fjodorov (1853 – 1919)
- Pavel Aleksandrovič Florenski (1882 – 1937)
- Vladimir Aleksandrovič Fok (1898 – 1974)
- Anatolij Timofejevič Fomenko (1945 –)
- Sergej Vasiljevič Fomin (1917 – 1975)
- Sergej Vladimirovič Fomin (1958 –)
- Eduard Vladimirovič Frenkel (Edward V. Frenkel) (1968 –) (rus.-amer.)
- Igor Borisovič Frenkel (1952 –) (rus.-amer.)
- Aleksander Aleksandrovič Fridman (1888 – 1925)
- Nicolaus (Nikolaj Ivanovič) Fuss (1755 – 1826) (švicarsko - ruski)
- Pavel Nikolajevič Fuss (1797 – 1855)

## G
- Boris Grigorjevič Galjorkin (1871 – 1945)
- Revaz Valerjanovič Gamkrelidze (1927 –) (Gruzinec)
- Feliks Rubimovič Gantmaher (1908 – 1964)
- Aleksander Georgijevič Gein (1950 – 2025)
- Izrail Mojisejevič Gelfand (1913 – 2009)
- Aleksander Osipovič Gelfond (1906 – 1968)
- Vadim Gerasimov (1969 –)
- Viktor Ginzburg (1957 –)
- Aleksander Borisovič Givental (1958 –) (rusko-ameriški)
- Nikolaj Maksimovič Gjunter (1871 – 1941)
- Grigorij Davidovič Glejzer (1934 – 2020)
- Viktor Mihajlovič Gluškov (1923 – 1982) (utemeljitelj sovj. informatike)
- Boris Vladimirovič Gnedenko (1912 – 1995)
- Sergej Konstantinovič Godunov (1929 – 2023)
- Mihail Jevsejevič Golovin (1756 – 1790)
- Ilja Abramovič Golovinski (1951 –)
- Sergej Savostjanovič Gončarov (1951 –)
- Viktor Aleksandrovič Gorbunov (1950 – 1999)
- Viktor Vladimirovič Gorjunov  (1956 –)
- Nikolaj Nikolajevič Govorun (1930 – 1989)
- Vladimir Grigorjevič Gorski (1925 –)
- Nikolaj Nikolajevič Govorun (1930 – 1989)
- Dimitrij Aleksandrovič Grave (1863 – 1939)
- Mihail Leonidovič Gromov (1943 –) (rusko-francoski)
- Nikolaj Günther (1871 – 1941)
- Semjon Jemeljanovič Gurjev (1766 – 1813)
- Sabir Gusein-Zade (1950 –)
- Lev Izrailevič Gutenmaher (1908 – 1981)
- Aleksander Jefimovič Gutman (1966 –)
- Aleksej Gvišiani (1948 –)

## H
- Leonid Genrihovič Hačijan (1952 – 2005) (rusko-ameriški armenskega rodu)
- Pavel Vasiljevič Harlamov (1924 – 2001?)
- Izabella Jurjevna Harrik
- Viktor Petrovič Havin
- Boris Aronovič Hesin (1964 –) (rusko-kanadski)
- Aleksander Jakovljevič Hinčin (1894 – 1959)
- Sergej Vladimirovič Hmutov
- Emil Horozov (1949 –)
- Askold Georgijevič Hovanski (1947 –) (rusko-ameriški)
- Sergej Nikitič Hruščov (1935 –) (raketni inženir - rusko-ameriški)
- Sergej Ivanovič Hudjajev (1934 – 2004)

## I
- Vladimir Sergejevič Ignatovski (1875 – 1942)
- Arlen Mihajlovič Iljin (1932 –)
- Vasilij Grigorjevič Imšenecki (1832 – 1892)
- Aleksander Juljevič Išlinski (1913 – 2003)
- Ivan Ivanovič Ivanov (1862 – 1939)
- Sergej Vladimirovič Ivanov (1972 –)
- Vladimir Venjaminovič Ivanov
- Boris Mihajlovič Ivljev (1946 – 1990)
- Victor (Viktor) Ivrij / Ivrii  (1949 –) (rusko-kanadski)
- Nikolaj Aleksejevič Izobov (1940 –) (Belorusija)

## J
- Sergej Vsevolodovič Jablonski (1924 – 1998)
- Vjačeslav Ivanovič Jančevski (1948 –) (Belorusija)
- Nikolaj Jefimov (Nikolai Efimov) (1910 – 1982)
- Dimitrij Fjodorovič Jegorov (1869 – 1931)
- Andrej Petrovič Jeršov (1931 – 1988) (računalničar)
- Jurij Leonidovič Jeršov (1940 –)
- Alekandr Sergejevič Jesenin-Volpin (1924 – 2016)
- Jurij Gavrilovič Jevtušenko (1938 –)

## K
- Aleksandr Grigorjevič (in R. I. ?) Kačurovski
- Sergej Borisovič Kadomcev (1952 –) ?
- Venjamin Fjodorovič Kagan (1869 – 1953)
- Georg Ferdinand Kantor (1845 – 1918) (rusko-nemški)
- Leonid Vitaljevič Kantorovič (1912 – 1986) (matematik in ekonomist; Nobelova nagrada za ekonomijo 1975)
- Anatolij Aleksejevič Karacuba (1937 – 2008)
- Boris Sergejevič Kašin (1951 –)
- Aleksandr Každan (1922 – 1997)
- David (Dmitrij Aleksandrovič) Každan (1946 –) (rusko-izraelski)
- Ljudmila Vsevolodovna Keldiš (1904 – 1976)
- Mstislav Vsevolodovič Keldiš (1911 – 1978)
- Sergej Vasiljevič Kerov (1946 – 2000)
- Aleksander Aleksandrovič Kirillov (1936 –)
- Aleksej Kitajev (1963 –)
- Andrej Knjazev (1959 –)
- Andrej Nikolajevič Kolmogorov (1903 – 1987)
- Maksim Lvovič Koncevič (1964 –)  1998
- Aleksander Mihajlovič Kondratov (1937 – 1993)
- Aleksander Nikolajevč Korkin (1837 – 1908)
- Aleksej Ivanovič Kostrikin (1929 – 2000)
- Semjon Kirillovič Kotelnikov (1723 – 1806)
- Aleksander Petrovič Kotelnikov (1865 – 1944)
- Sofja Vasiljevna Kovalevska (1850 – 1891)
- Valerij Vasiljevič Kozlov (1950 –)
- Aleksander N. (ali V.?) Koževnikov
- Nikolaj Nikolajevič Krasovski (1924 – 2012)
- Mihajlo Pilipovič Kravčuk /rus. Mihail Filip(p)ovič Kravčuk (1892 – 1942) (Ukrajinec)
- Rafail Jevsejevič Kričevski (1936 –)
- Nikolaj Mitrofanovič Krilov (1879 – 1955)
- Nikolaj Krivulin
- Arkadij Krjažimski  (1949 – 2014)
- Aleksander Semjonovič Kronrod (1921 – 1986)
- Lev Dmitrijevič Kudrjavcev (1923 – 2012)
- Sergej Pavlovič Kurdjumov (1928 – 2004)
- Aleksander Genadjevič Kuroš (1908 – 1971)
- Anatolij Georgijevič Kursajev
- Aleksander Borisovič Kuržanski (1939 –)
- Vasilij Semjonovič Kuščenko – (inženirska matematika-priročniki)
- Boris Abramovič Kušner (1941 – 2019) (rus.- amer.)
- Samson Kutateladze (1914 – 1986)
- Semjon Samsonovič Kutateladze (1945 –)
- Ilja Aleksandrovič Kuzin (1961 –)
- Rodion Osijevič Kuzmin (1891 – 1949)
- Vladimir L. Kvint (ekonomist, častni dr. UP)

## L
- Olga Aleksandrovna Ladiženska(ja) (1922 – 2004)
- Jevgenij Mihajlovič Landis (1921 – 1997)
- Svjatoslav Lavrov (1923 – 2004)
- Mihail Aleksejevič Lavrentjev (1900 – 1980)
- Aleksandr Pavlovič Lavut (1929 – 2013) (disident)
- Solomon Lefschetz (1884 – 1972) (rusko-judovsko-ameriški)
- Andrej Ivanovič Leksel (Anders Johann Lexell) (1740 – 1784) (po rodu Šved)
- Leonid Anatoljevič Levin (1948 –)
- Boris Levitan (1914 – 2004) (ukrajinsko-ameriški)
- Jurij Vladimirovič Linnik (1915 – 1972)
- Aleksandr Livšic
- Aleksander Mihajlovič Ljapunov (1857 – 1918) (teorija verjetnosti in teorija potencialov)
- Aleksej Andrejevič Ljapunov (1911 – 1973)
- Lazar Aronovič Ljusternik (1899 – 1981)
- Nikolaj Ivanovič Lobačevski (1792 – 1856) (uvede neevklidsko geometrijo)
- Mihail Sergejevič Lobanov (1984 –)
- G. A. Loss
- Oleg Borisovič Lupanov (1932 – 2006)
- Nikolaj Nikolajevič Luzin (1883 – 1950)

## M
- Leontij Filipovič Magnicki (1669 – 1739)
- Nikolaj Makarenko
- Nikolaj Georgijevič Makarov (1955 –)
- Valerij Leonidovič Makarov (1937 –)
- Larisa Lvovna Maksimova (1943 –)
- Anatolij Ivanovič Malcev (1909 – 1967)
- Sergej Malkov (1955 –)
- Jurij Ivanovič Manin (1937 – 2023)
- Gurij Ivanovič Marčuk (1925 – 2013)
- Grigorij Aleksandrovič Margulis (1946 –)  1978 (rusko-ameriški)
- Andrej Andrejevič Markov - star. (1856 – 1922)
- Andrej Andrejevič Markov - ml. (1903 – 1979)
- Vladimir Andrejevič Markov (1871 – 1897)
- Vera Nikolajevna Maslennikova (1926 – 2000)
- Sergej Jurjevič Maslov (1939 – 1982) (tudi kulturni animator)
- Nina B. Maslova (1939 – 1993)
- Jurij Vladimirovič Matijasevič (1947 –)
- Vladimir Gilelevič Maz'ya (1937 –) (rusko-švedski)
- Naum Natanovič (Nohim Sanalevič) Meiman (1912 – 2001) (ukrajinsko-judovskega rodu; politični disident)
- Dimitrij Jevgenjevič Menšov (1892 – 1988)
- Valentin Petrovič Mihajlov (1930 – 2014)
- Solomon Grigorjevič Mihlin (1908 – 1990)
- Ivan Petrovič Misovskih (1911 – 2007)
- Anatolij Dimitrijevič Miškis (1920 – 2009)
- Venjamin Petrovič Мjasnikov (mehanika)
- Lev Borisovič Modzalevski (1902 – 1948)
- Nikita Nikolajevič Mojsejev (1917 – 2000)
- Andrej Sergejevič Monin (1921 – 2007)
- Dimitrij Dimitrijevič Morduhaj-Boltovskoj (1876 – 1952)
- Nikita Fjodorovič Morozov (1932 –)
- Aleksandr Konstantinovič Motovilov
- Nikolaj Ivanovič (Nikoloz) Мushelišvili (1891 – 1976) (Gruzinec)

## N
- Nikolaj Makarevič Nagorni
- Mark Aronovič Najmark (1909 – 1978)
- Nikolaj Nikolajevič Nehorošev (1946 – 2008)
- Vladimir Jakovljevič Neiland (mehanika)
- Vasilij Sergejevič Nemčinov (1894 – 1964) (tudi ekonomist)
- Jurij Valentinovič Nesterenko (1946 –)
- Igor Georgijevič Nikolajev (rusko-ameriški)
- Sergej Mihajlovič Nikolski (1905 – 2012) (=107 let!)
- Gleb Vladimirovič Nosovski (1958 –)
- Peter (Pjotr) Sergejevič Novikov (1901 – 1975)
- Sergej Petrovič Novikov (1938 –)  1970

## O
- Andrej Jurjevič Okunkov (1969 –)   2006
- Olga Arsenjevna Olejnik (1925 – 2001)
- Jurij Sergejevič Osipov (1936 –)
- Mihail Vasiljevič Ostrogradski (1801 – 1862)

## P
- Igor Pak (1971 – )
- Ivan Panin (1959 –)
- Grigorij Jakovljevič Perelman (1966 –)  2006 (zavrnil)
- D. M. Perevozčikov
- A. G. Perevozčikov
- Ivan Mihejevič Pervušin (1827 – 1900)
- Leon Petrosjan (Леон Аганесович Петросян) (1940 –) (Armenskega rodu)
- Aleksej Zinovjevič Petrov (1919 – 1972) (Ukrajina)
- Ivan Georgijevič Petrovski (1901 – 1973)
- Ilja Josifovič Pjatecki-Šapiro (1929 – 2009)
- Leonid Ivanovič Pljušč (1938 – 2015) (Ukrajina, disident)
- Aleksej Vasiljevič Pogorelov (1919 – 2002)
- Stanislav I. Pohozajev (1935 – 2014)
- Lev Semjonovič Pontrjagin (1908 – 1988)
- Ivan Ivanovič Privalov (1891 – 1941)
- Vladimir Petrovič Platonov (1939 –) (Belorusija)
- Konstantin Aleksandrovič Posse (1847 – 1928)
- Jurij Vasilljevič Prohorov (1929 – 2013)
- Anatolij Platonovič Prudnikov (1927 – 1999)

## R
- Aleksandr Aleksandrovič Razborov (1963 –) (rusko-ameriški)
- Nikolaj Rešetihin
- Jurij Grigorjevič Rešetnjak (1929 – 2021)
- Vladimir Retah (1948 –) (rusko-ameriški)
- Konstantin Aleksejevič Ribnikov (1913 – 2004)
- Viktor Solomonovič Rjabenkij (1923 – 2018)
- Vladimir Abramovič Rohlin (1919 – 1984)
- Josif Vladimirovič Romanovski
- Genadij Šlomovič Rubinštejn
- Stepan Jakovljevič Rumovski (1734—1812)

## S
- Viktor Antonovič Sadovničij (1939 –)
- Genadij Ivanovič Savin
- Leonid Ivanovič Sedov (1907 – 1999) (mehanik; astronavtika)
- Konstantin Adolfovič Semendjajev (1908 – 1988)
- Jakov Grigorjevič Sinaj (Yakov Sinai) (1935 –) (rusko-ameriški)
- Anatolij Volodimirovič Skorohod (1930 – 2011) (Ukrajina, ZDA)
- Aleksandr Leonidovič Skubačevski (1953 –)
- Nikolaj Vasiljevič Smirnov (1900 – 1966)
- Vladimir Ivanovič Smirnov (1887 – 1974)
- Stanislav Konstantinovič Smirnov (1970 –)  2010
- Sergej Lvovič Soboljev (1908 – 1989)
- Jul(i)jan Kar(o)l (Vasiljevič) Sohocki (1842 – 1927) (poljsko-ruski)
- Alexander Soifer (rus-amer.)
- Sergej Borisovič Stečkin (1920 – 1995)
- Vladimir Andrejevič Steklov (1863/64 – 1926)
- Aleksander Aleksandrovič Stepanov (1950 –) (rusko-ameriški matematik, računalničar in programer)
- Roman Strongin (1939 –)
- Bella Abramovna Subbotovskaja (1937 – 1982)
- Andrej Aleksandrovič Suslin (1950 – 2018)
- Mihail Jakovljevič Suslin (1894 – 1919)

## Š
- Mihail Ivanovič Šabunin (1930 – 2017)
- Andrej Igorjevič Šafarevič (1963 –)
- Igor Rostislavovič Šafarevič (1923 – 2017)
- Nikolaj Aleksandrovič Šanin (1919 – 2011)
- Boris Šapiro
- Mihail Zalmanovič Šapiro
- Tatjana O. Šapošnikova
- Valentin Borisovič Šehtman (1953 –)
- Aleksandr Šen (1958 –)
- Georgij Jevgenjevič Šilov (1917 – 1975)
- Albert Nikolajevič Širjajev (1934 –)
- Jurij Mihajlovič Širokov (1921 – 1980)
- Jaroslav Nikolajevič Šitov
- Otto Juljevič Šmidt (Schmidt) (1891 – 1956)
- Lev Genrihovič Šnireljman (1905 – 1938)
- Mihail Aleksandrovič Šubin (1944 –) (rusko-ameriški)

## T
- Jakov Danilovič Tamarkin (1888 – 1945) (rusko-ameriški)
- Nikolaj Nikolajevič Tarhanov (1956 –)
- Aleksander Martinovič Ter-Krikorov (1932 –) (armenskega rodu)
- Andrej Nikolajevič Tihonov (1906 – 1993)
- G. A. Tirski (mehanika)
- Viktor Andrejevič Toponogov (1930 – 2004)
- Sergej Rajmondovič Treil
- Valentin Fjodorovič Turčín (1931 – 2010) (rusko-ameriški matematik in računalničar, sovjetski disident)

## U
- Peter Lavrentjevič Uljanov (1928 – 2006)
- Nikolaj Aleksejevič Umov (1846 – 1915)
- Pavel Samuilovič Urison (Urysohn; ukr. Pavlo Samijlovič Uryson) (1898 – 1924)
- Jakov Viktorovič Uspenski (1883 – 1947)
- Vladimir Andrejevič Uspenski (1930 – 2018)

## V
- Aleksandr Nikolajevič Varčenko (1949 –)
- Nikolaj Vedenisov (1905 – 1941)
- Tatjana Velikanova (1932 – 2002) (disidentka)
- (Andrej Konstantinovič Vereščagin: Vereščaginovo pravilo)
- Nikolaj Konstantinovič Vereščagin (1958 –)
- Anatolij Moisejevič Veršik (1933 – 2024)
- Mark Jakovljevič Vigodski (1898 – 1965)
- Askold Ivanovič Vinogradov (1929 – 2005)
- Ivan Matvejevič Vinogradov (1891 – 1983)
- Oleg Janovič Viro (1948 –)
- Aleksander Adolfovič Vitt (1902 – 1938)
- Anatolij Georgijevič Vituškin (1931 – 2004)
- Vasilij Sergejevič Vladimirov (1923 – 2012)
- Vladimir Aleksandrovič Vojevodski (1966 – 2017)  2002
- Igor Vasiljevič Volovič (1946 –)
- Nikolaj Nikolajevič Vorobjov (1925 – 1995)

## Z
- Vladimir Jevgenjevič Zaharov (1939 – 2023)
- Viktor Abramovič Zalgaller (1920 – 2020) (rusko-izraelski)
- Dimitrij Nikolajevič Zejliger (1864 – 1936)
- Andrej Vladlenovič Zelevinski (1953 – 2013) (rusko-ameriški)
- Jefim Izakovič Zelmanov (1955 –)  1994
- Nikolaj Jefimovič Zernov (1804 – 1862)
- Feliks Jurjevič Zigel (1920 – 1988)
- Jegor Ivanovič Zolotarjov (1847 – 1878)
- Vadim Valentinovič Zudilin (196#? –)

## Ž
- Viktor Viktorovič Žarinov (1942 –)
- Ivan Ivanovič Žegalkin (1869 – 1947)
- Jevgenij Petrovič Židkov (1926 – 2007)
- Nikolaj Petrovič Židkov (1918 – 1993)
- Nikolaj Jegorovič Žukovski (1847 – 1921)
- Jurij Ivanovič Žuravljov (1935 – 2022)